# شهرک سروآزاد
شهرک سروآزاد که پیشتر با نام شهرک آزادشهر نیز شناخته می‌شد، از محله‌های غرب تهران در محدودۀ چیتگر می‌باشد. این محله از شمال به بزرگراه همدانی (حکیم)، از جنوب به آزادراه تهران-کرج (شهید فهمیده)، از غرب به بلوار پژوهش و از شرق به بلوار آقامجتبی تهرانی و بوستان جنگلی چیتگر محدود می‌شود. مطابق تقسیم‌بندی مدیریت شهری تهران، ضلع شمالی این محله بزرگراه شهید خرازی (شهید همت) می‌باشد 
علت نامگذاری این محله به این نام، اسامی سابق خیابان‌های این محله است که اکنون تغییر یافته‌اند: خیابان سروآزاد (شهید گودرزی)، خیابان سروناز (پروفسور احمد پارسا) و خیابان سروگل (شهید همایونی). پروفسور احمد پارسا، پدر دانش گیاهشناسی در ایران و بنیانگذار باغ گیاهشناسی ملی است که در سال 1376 درگذشت. باغ گیاهشناسی ملی ایران در غرب محلۀ سروآزاد واقع شده است.

## امکانات
این محله از امکاناتی نظیر نزدیک بودن و دسترسی آسان به آزادراه تهران-کرج، بزرگراه همدانی (حکیم) و ایستگاه متروی ایران خودرو برخوردار است. همچنین ورزشگاه ایران‌خودرو (پیکان) نیز در نزدیکی این محله واقع شده‌است.